# SpVgg 05/99 Bad-Homburg
Maillots
Dernière mise à jour : 9 avril 2011.
Le SpVgg 05/99 Bad Homburg est un club sportif allemand localisé à Bad Homburg dans la Hesse.
Le club actuel est le descendant du SpVgg 05 Bad Homburg déclaré en faillite en juin 1999 et refondé sous le nom de SC 99 Bad Homburg en mai précédent. Il prit le nom de SpVgg 05/99 en 2007.

## Histoire

### De 1905 à 1945
Le club fut fondé le 20 août 1905 sous la dénomination de SC Germania 05 Homburg. En 1906, le cercle fut rebaptisé FC Germania 05 Homburg. Durant les quarante années qui suivirent le cercle changea d’appellations plusieurs fois au fil de fusions et d’absorptions diverses.
En février 1911, le club fusionna avec le FC 1908 Kirdorf pour former le Homburger SpVgg 08, mais l’équipe ne se produisit qu’un an sous ce nom. Ensuite, elle s’associa avec le FC Phönix 08 Bad Homburg en 1912 pour devenir le Club Homburger FV 05.
Par après intervint une autre fusion avec le Sportclub 1920 Homburg et le Homburger Hockeyclub pour former le Homburger Sport-Verein 05.Cette appellation fut conservée quand club engloba le Vorwärts Homburg en 1930.
Le 1er octobre 1937, le SV 05 fusionna avec le Reichsbahn-TuSV 1930 Bad Homburg et s’appela alors le Reichsbahn SV 05 Bad Homburg puis Reichsbahn SG 05 Bad Homburg. Sous cette appellation, le club évolua dans la plus haute ligue de Hesse, mais échoua à monter en Gauliga Hesse.
En 1945, le Reichsbahn SG 05 Bad Homburg fut dissous par les Alliés, comme tous les clubs et associations allemands (voir Directive n°23).

### SpVgg 05 Bad Homburg
Un club fut reconstitué sous la dénomination de Freie-Sportgemeinschaft Bad Homburg ou FSG Bad Homburg qui le 1er février 1946 reçut le nom de Spielvereinigung 05 Bad Homburg  ou SpVgg 05 Bad Homburg. Ce nom fut conservé jusqu’au 26 juin 1999.
En 1950, le SpVgg 05 fut un des fondateurs de la 1. Amateurliga Hessen, une ligue située à l’époque au 3e niveau de la hiérarchie. Le club fut relégué en 1951 mais remonta directement et ne quitta plus cette division jusqu’en 1961.
En 1955, le SpVgg 05 Bad Homburg remporta le titre en 1. Amateurliga Hessen, mais le club renonça à participer au tour final pour la montée en 2. Oberliga. Il y fut remplacé par le SC Borussia 04 Fulda. Le cercle participa cependant au Championnat d’Allemagne Amateur 1955. Il remporta son groupe facilement devant Normannia Pfiffligheim, le SV Niederlahnstein et l’ASV Feudenheim. Il élimina  ensuite les Würzburger Kickers. En Finale, le 25 juin 1955, 15.000 personnes assistèrent à la défaite du SpVgg 05 face au Sportfreunde Siegen (0-5).
Par la suite, le SpVgg 05 Bad Homburg, alternant bonnes et moins bonnes saisons, fit l’ascenseur entre les 3e et 4e niveaux de la pyramide du football allemand. 
En 1973, le club fut vice-champion de la Hessenliga et fut ainsi qualifié pour le Championnat d’Allemagne Amateur. Le SpVgg 05 élimina successivement le Karlsruher FV, l’ASV Bergedorf 85 et l’ESV Ingolstadt pour atteindre une 2e fois la finale. Le 30 juin 1973, à Offenbach, 7 000 spectateurs, applaudirent le titre de Champion d’Allemagne Amateur conquit par le SpVgg 05 Bad Homburg devant le 1. FC Kairserslautern Amateur (1-0).
En 1978, le SpVgg 05 Bad Homburg fut qualifié pour être un des fondateurs de l’Oberliga Hessen, une ligue créée au 3e niveau de la hiérarchie. Relégué après la première saison, le club y remonta en 1980 et y presta trois championnats avant de redescendre.
Le SpVgg 05 Bad Homburg retourna au 3e niveau en 1987. Il y joua les premiers rôles. Troisième en 1988, il termina vice-champion derrière Hessen Kassel, l’année suivante puis dans la foulée du Rot-Weiss Frankfurt en 1990.
En 1989, le club joua sa 3e finale de Championnat d’Allemagne Amateur, le 17 juin 1989. Le match fut épique. Après un partage (1-1) au bout de 120 minutes de jeu, l’Eintracht Trier s’imposa aux tirs au but (5-4).
En 1992, le cercle fut vice-champion une 3e fois (derrière le Viktoria Asschaffenburg). Il atteignit une 4e fois la finale du Championnat d’Allemagne Amateur. A Essen, le SpVgg 05 perdit contre le Rot-Weiss Essen (3-2). À la fin de la saison suivante, le club redescendit en Verbandsliga Hessen.
En 1998, le SpVgg 05 Bad Homburg remonta en Oberliga Hessen, une ligue alors devenue le 4e niveau. Mais la saison suivante est "celle de trop". Sérieusement endetté, le club ne peut plus subvenir à ses obligations. L’équipe "Premières" fut retirée de la compétition après 16 journées de championnat. Le 26 juin 1999, le SpVgg 05 Bad Homburg fut déclaré faillite et disparut. Quelques semaines plus tôt, le 14 mai, un nouveau club avait été constitué, le SC 99 Bad Homburg.

### SC 99 Bad Homburg
Dès le mois de mai 1999, les responsables locaux avaient compris que la situation financière du SpVgg 05 Bad Homburg ne laissait pas plané le moindre doute, la faillite était inévitable. Bernd Nau et Georg Stryczek furent à la base de la fondation d’un nouveau club, le SC 99 Bad Homburg qui reprit sous sa direction toutes les équipes de jeunes du SpVgg 05 et s’érigea donc comme son successeur et l’héritier de ses traditions.
En 2001, avec l’aide de Ralf Haub (qui joua en Bundesliga avec l’Eintracht Frankfurt ), le SC 99 rejoua en Kreisliga Hochtaunus (à l’époque 8e niveau de la hiérarchie) et monta, via le tour final, en Bezirksliga Hochtaunus puis l’année suivante en Bezirksoberliga Frankfurt-West, toujours via le tour final. Cela équivalait à remonter au 6e niveau (ce niveau s’appelle de nos jours Gruppenliga Hessen et est de niveau 7). 
Au terme de la saison 2003-2004, la série de montées s’arrêta et au contraire, le club redescendit en Bezirksliga Hochtaunus. Le club y séjourna quatre saisons puis au terme de la saison 2006-2007, le 10 mai, il fut rebaptisé SpVgg 05/99 Bad Homburg.

### SpVgg 05/99 Bad Homburg
Sous sa nouvelle dénomination, le club termina cinquième de la Bezirksliga Hochtaunus, qui recula du 7e au 8e niveau à la suite de la création de la 3. Liga, en tant que « Division 3 ».
En 2009, le SpVgg 05/99 termina vice-champion derrière le club voisin du TSV Vatanspor Bad Homburg, et monta en Gruppenliga Frankfurt, Groupe West.
En 2010-2011, le SpVgg 05/99 Bad Homburg évolue en Gruppenliga Hessen, Groupe Frankfurt-West, soit au 7e niveau de la hiérarchie de la DFB.

## Stades
- 1906 à 1911: Untere Promenade
- 1911 à 1939:  Bleiche Dietigheimer Strasse
- 1939 à 1949: sportplatz Güterbahnhof
- Depuis 1949: Sandemühlestadion

## Anciens joueurs
- Ernst Abbé, précédemment à l’Eintracht Frankfurt et Karlsruher SC
- Wolfgang April précédemment appelé Boguslaw Kwiecien, il joua à l’Eintracht Frankfurt
- Hans-Peter Boy précédemment à l’Eintracht Frankfurt
- Thomas Esche  précédemment au Fortuna Köln
- Stephan Gorges précédemment à l’Eintracht Braunschweig
- Ralf Haub  précédemment à l’Eintracht Frankfurt et aux Kickers Offenbach
- Herbert Zimmermann précédemment au 1.FC Köln
- Udo Klug précédemment FSV Frankfurt HZPGkadCEK

Accept: text/html,ap au 1.FC Saarbrücken
- Karl Loweg  précédemment au SV Werder Bremen
- Heinz Müller  précédemment au Hannover SV 96 et au Lillestrøm SK, ensuite au FSV Mainz 05
- Wolfgang Solz  précédemment à l’Eintracht Frankfurt
- Lars Schmidt ensuite au Karlsruher SC

## Évolution dans les ligues depuis 1946
| Colonne | Description                                                                                    |
| ------- | ---------------------------------------------------------------------------------------------- |
| Début   | Renseigne le début d’une saison, exemple 1946 pour la saison 1946-1947.                        |
| Fin     | Renseigne la fin d’une saison, exemple 1947 pour la saison 1946-1947.                          |
| Niveau  | Renseigne le rang de la ligue concernée. Exemple, de nos jours, la Bundesliga est le niveau I. |

| Nom         | Début | Fin  | Ligues                         | Niveau | Remarques                                                                                                |
| ----------- | ----- | ---- | ------------------------------ | ------ | --- |
| SpVgg 05    | 1946  | 1947 | Landesliga Fulda               | II     | |
| SpVgg 05    | 1947  | 1950 | Bezirklasse                    | III    | |
| SpVgg 05    | 1950  | 1951 | Landesliga Hessen              | III    | |
| SpVgg 05    | 1951  | 1952 | 2. Amateurliga Hessen          | IV     | |
| SpVgg 05    | 1952  | 1961 | 1. Amateurliga Hessen          | III    | |
| SpVgg 05    | 1961  | 1965 | 2. Amateurliga Hessen          | IV     | |
| SpVgg 05    | 1965  | 1970 | Hessenliga                     | III    | |
| SpVgg 05    | 1970  | 1972 | Gruppenliga Mitte              | IV     | |
| SpVgg 05    | 1972  | 1978 | Hessenliga                     | III    | |
| SpVgg 05    | 1978  | 1979 | Oberliga Hessen                | III    | |
| SpVgg 05    | 1979  | 1980 | Landesliga Hessen Süd          | IV     | |
| SpVgg 05    | 1980  | 1983 | Oberliga Hessen                | III    | |
| SpVgg 05    | 1983  | 1987 | Landesliga Hessen Süd          | IV     | |
| SpVgg 05    | 1987  | 1993 | Oberliga Hessen                | III    | |
| SpVgg 05    | 1993  | 1994 | Landesliga Hessen Süd          | V      | |
| SpVgg 05    | 1994  | 1996 | Bezirksoberliga Frankfurt-West | VI     | création des Regionalligen au 3e niveau, en 1994, donc recul d’un rang de toutes les ligues inférieures. |
| SpVgg 05    | 1996  | 1998 | Landesliga Hessen Süd          | IV     | |
| SpVgg 05    | 1998  | 1999 | Oberliga Hessen                | IV     | arrêt après 16 rencontres et faillite en fin de saison.                                                  |
| SC 99       | 1999  | 2001 | ???                            |        | |
| SC 99       | 2001  | 2002 | Kreisliga Hochtaunus           | VIII   | |
| SC 99       | 2002  | 2003 | Bezirksliga Hochtaunus         | VII    | |
| SC 99       | 2003  | 2004 | Bezirksoberliga Frankfurt-West | VI     | |
| SC 99       | 2004  | 2007 | Bezirksliga Hochtaunus         | VII    | |
| SpVgg 05/99 | 2007  | 2008 | Bezirksliga Hochtaunus         | VII    | |
| SpVgg 05/99 | 2008  | 2009 | Bezirksliga Hochtaunus         | VIII   | Création de la en 2008 en football, donc recul d’un rang de toutes les ligues inférieures.               |
| SpVgg 05/99 | 2009  |      | Gruppenliga Frankfurt-West     | VII    | |